# Karaciîniv, Iavoriv
Karaciîniv (în ucraineană Карачинів) este un sat în comuna Voroțiv din raionul Iavoriv, regiunea Liov, Ucraina.

## Demografie
Componența lingvistică a localității Karaciîniv
     Ucraineană (99,61%)
     Alte limbi (0,19%)
Conform recensământului din 2001, majoritatea populației localității Karaciîniv era vorbitoare de ucraineană (99,61%), existând în minoritate și vorbitori de alte limbi.